# Улица Пушкина (Ярославль)
У́лица Пу́шкина (бывшая улица Зарядье, часть Даниловской улицы) — улица в центральной части города Ярославля. Лежит между площадью Волкова и улицей Победы. Нумерация домов ведётся от площади Волкова.

## История
До регулярной планировки частично на месте современной улицы (участка от Республиканской до Победы) пролегала улица Зарядье, названная так по расположению за торговыми рядами.
В ходе перестройки города по регулярному плану 1778 года была проложена новая прямая улица от Власьевской площади до Мологской улицы и её продолжение от Пошехонской улицы до городского вала. Улица получила название Даниловская (с вариантом Большая Даниловская) по городу Данилов Ярославской губернии. Для части улицы от Власьевской площади до Мологской улицы одновременно с официальным названием продолжало употребляться старое — Зарядье.
В 1957 году Даниловскую улицу переименовали в улицу Пушкина в честь Александра Сергеевича Пушкина.

## Здания и сооружения
- № 1 — Бывший дом Пастухова, сейчас — поликлиника №1 Кировского района
- № 3 — Двухэтажный дом с мезонином, бывший дом Романова, построенный в первой трети XIX века в стиле классицизм[2][3]
- № 5 — Двухэтажный жилой дом, бывший дом Романова, построенный в  1900 году[4]
- № 11 — Бывший дом Веретенниковых-Глебездова
- № 14а — Федеральная служба государственной регистрации, кадастра и картографии; Государственное унитарное предприятие технической инвентаризации и учёта недвижимости по Ярославской области
- № 20 — одно из зданий Бутусовского посёлка